# 機動戦士Gundam GQuuuuuuX
『機動戦士Gundam GQuuuuuuX』（きどうせんしガンダム ジークアクス）は、2025年4月から6月まで日本テレビ系列『火曜プラチナイトアニメ』枠ほかにて放送された、日本のテレビアニメ。「ガンダムシリーズ」の一作品であり、同シリーズを手掛けるサンライズ（バンダイナムコフィルムワークスの作品ブランド）と、「エヴァンゲリオンシリーズ」を手がけるスタジオカラーが初めて共同で制作する作品となる。キャッチコピーは「カラー×サンライズ 夢が、交わる。」。
テレビ放送の開始に先駆けて、2025年1月17日から一部のエピソードを再編集した劇場先行版『機動戦士Gundam GQuuuuuuX -Beginning-』（きどうせんしガンダム ジークアクス ビギニング）が劇場公開された。また、『Beginning』はガンダムシリーズ初となるIMAXでの上映も行われたほか、同年2月22日からMX4D・4DXでの上映も実施され、同日から全上映形態共通で本編の上映終了後に特別映像が追加された。その後、6月20日より全国368館で再上映版として特別映像が付属していない、TV放送時に施した修正を反映した映像で再上映された。

## 製作
2024年12月4日にYouTubeでライブ配信された「ガンダムカンファレンス WINTER 2024」内で本作品の制作が発表され、スタッフ・キャストと合わせて公式予告編が公開された。
企画は2018年より始動し、バンダイナムコフィルムワークスの小形尚弘は、「ガンダムシリーズ」の新作を検討するなかで、鶴巻和哉監督による新しいガンダムを作ってみたいとスタジオカラーの杉谷勇樹に話を持ちかけたことが、共同制作のきっかけになったと述べている。一方、杉谷は小形からの意見を汲んだうえで、鶴巻のやりたい映像ができたことを語っている。
物語は多くのガンダム作品の舞台となる「宇宙世紀」であるが、シリーズ第1作『機動戦士ガンダム』（以後『ファースト』）で描かれた一年戦争が異なる経過を辿った末の世界観となっており、『ファースト』のパラレルワールドという位置づけとなっている。監督の鶴巻は一年戦争のパートについては当初アバンタイトルのみでの描写を構想していたが、後に1話分として独立することになり、庵野秀明の作り込んだ「シャア・アズナブルが赤いガンダムに搭乗して戦う」というプロットがそのまま採用された。また、このパートはオリジナルの安彦良和のデザインに準拠したキャラクターが使用されており、後半のメインとなるパートのキャラクターとは異なる形となっている。

## あらすじ

### Beginning
地球からもっとも遠い位置にあるスペースコロニー群サイド3が「ジオン公国」を名乗り、地球連邦政府に対する独立戦争（一年戦争）を挑んでから約9か月後の宇宙世紀0079年。ジオン公国軍エースパイロットのシャア・アズナブルは、地球連邦軍のモビルスーツ（MS）開発計画を察知し、みずから部隊を率い潜入したサイド7にて新型MSガンダムと、その母艦となる強襲揚陸艦ペガサスを鹵獲する。ガンダムを手にしたジオン公国のMS開発計画は大幅な見直しが図られると共に飛躍的に発展し、シャアもまたニュータイプの素質を見出されたことで、新たにサイコミュとビットを搭載した赤いガンダムを愛機として、仲間のシャリア・ブルとともにMS戦術「M.A.V.（マヴ）」を確立させる。
戦争終盤、連邦軍は宇宙の拠点であるルナツーをジオン公国軍に総攻撃されるところまで追い詰められるが、事前に制圧していた宇宙要塞ソロモン（コンペイトウ）をジオン配下の月面都市グラナダに落下させる計画を断行する（第2次ソロモン会戦）。後方待機を命じられていたシャアはこれに対し、ペガサスから改称された強襲揚陸艦ソドンを旗艦とした、4隻の殴り込み艦隊によるソロモンの強襲破砕作戦を立案・決行。作戦を認可したキシリア・ザビも最後までグラナダ基地から退かない姿勢を見せるが、シャアの真の目的は、ザビ家への復讐のため、作戦を故意に失敗させてキシリアをグラナダごと葬り去ることにあった。シャアが自爆用ザクの起爆装置を停止させて彼の目論見が成功するかと思われたその時、ジオン軍の将軍ドズル・ザビを討ち果たしたという、トリコロール塗装の軽キャノンと会敵する。シャアは迎撃するが、その軽キャノンのパイロットが妹のセイラ・マス（アルテイシア・ソム・ダイクン）であると気付き、直前で躊躇う。その後、軽キャノンの放ったビームにより岩盤が崩落し、ガンダムはソロモンに閉じ込められる。その直後にガンダムのサイコミュが突如暴走し、ガンダムは赤い光とともに消失。同時にソロモンの三分の一が消失して落下軌道が変化し、結果としてソロモンはグラナダへは落ちずに終わる。
宇宙での拠点を喪失した地球連邦政府は戦争の継続を断念し、宇宙世紀0080年1月3日に地球連邦政府はジオン公国に休戦を打診した。独立戦争はジオン側の勝利で終結したものの、シャアはソロモンの軌道を変化させた超常現象とともに行方不明となり、この現象はのちにゼクノヴァと呼ばれることになった。

### 本編

#### 第1話 - 第3話
ジオン独立戦争終結から5年後の宇宙世紀0085年。サイド6のイズマ・コロニーに暮らす女子高生のアマテ・ユズリハは、警察から逃亡中だった戦争難民の少女ニャアンとぶつかった際に、彼女が運んでいた非合法のMS用インストーラデバイスを偶然手に入れる。興味を抱いたアマテは、デバイスを追跡してきたニャアンとともに、届け先であるジャンク屋のカネバン有限公司が拠点とする難民区域にたどり着く。一方、行方不明であるシャアの捜索任務にあたっていたシャリア・ブルは、赤いガンダムがイズマ・コロニーで確認されたことを受けて、オメガ・サイコミュを搭載した最新鋭MSの「GQuuuuuuX（ジークアクス）」を投入する。しかし機体を託されたエグザべ・オリベは、性能を引き出せずに機体ごとコロニー内部になだれ込み、軍警も介入して事態は混沌と化す。難民区域への被害を物ともしない軍警の横暴さに怒ったアマテは、混乱に乗じて乗り込んだジークアクスのオメガ・サイコミュを起動させることに成功し、軍警のMSを撃破する。
戦闘後にそのままジークアクスを奪取したアマテは、カネバン有限公司のリーダーであるアンキーから、翌日行われる非合法の決闘競技クランバトル（クラバ）への参戦を打診される。これに迷いを抱いたアマテは、戦闘中に知覚した「キラキラ」をモチーフとするグラフィティを描いていた少年シュウジ・イトウと邂逅し、彼に荷物を届けに来たニャアンとともに、秘匿されていた赤いガンダムのもとへと案内される。クラバのパートナーを探していたアマテは、エントリーネームマチュを名乗ってシュウジに協力を打診し、ニャアンへの配送支払い料を失っていたシュウジはこれを了承する。ニャアンやシャリアたちが見守るなかで開始されたクラバで、マチュは苦心の末にシュウジのガンダムに感化されながら巧みな連携を取り、勝利を収める。

#### 第4話 - 第6話
マチュは地球に行きたいというシュウジに共感し、カネバンのクラバチーム「ポメラニアンズ」でクラバに連勝するが、シュウジは自身の素性や真意をすべて明かすことはなかった。そんな中、元連邦軍のシイコ・スガイがクラバでシュウジにコクピットを貫かれ殺害される光景を目の当たりにしたマチュは、そこまで踏み込まなければ彼を理解できないという考えを抱く。次戦は元黒い三連星のガイアとオルテガという強豪との対戦カードが組まれるが、警察の追跡を受けていたマチュは、エグザベに助られるも試合に間に合わず、ニャアンが代理でジークアクスに搭乗することになる。命がけの戦いのなかでオメガ・サイコミュを起動し、ニャアンとシュウジが共同でガイアたちを撃破する様子を目の当たりにしたマチュは、シュウジと「キラキラ」を共有できるのは自分だけという自信が揺らぎ、帰還したニャアンに八つ当たりしたうえに、高校卒業後の進路を巡って母親のタマキとも衝突する。
その後、行くあてもなくカネバン有限公司を訪れたマチュは、アンキーがシュウジの隠れ家を特定したことや、彼の居場所を密告することで報酬を得て、その後は会社を畳んでジークアクスも手放そうとしていることを立ち聞きしてしまう。同じころ、地球連邦軍のバスク・オムが、部下のドゥー・ムラサメとゲーツ・キャパを伴ってイズマ・コロニーに潜入し、同地で会談を行う予定のキシリアを暗殺するため密かに動き出していた。

#### 第7話 - 第9話
クラバ最後の対戦相手「トゥエルブ・オリンピアンズ」とのバトル当日。シュウジを守るために、マチュはアンキーの金庫から現金を盗み出し、事前に購入しておいたスペースグライダーでニャアン、シュウジと共に地球へ逃亡する計画を実行に移すが、クラバの対戦相手であるドゥーのサイコ・ガンダムが破壊行動を開始し、イズマ・コロニーは大混乱に陥る。マチュ、シュウジ、ニャアンは事前に取り決めておいた待ち合わせ場所へ急ぐが、シュウジは赤いガンダムが発生させたゼクノヴァに巻き込まれて消滅。マチュは軍警に見つかりつつも逃走に成功するが、サイコ・ガンダムを駆る一味の容疑者として報道され、クラバに参加していたことも含めて世間に全てを知られてしまう。計画が頓挫し、一人ジークアクスで逃走を図ったマチュは、キケロガで出撃したシャリアに拿捕されてソドンに連行される。取り残されたニャアンは、黒い三連星との戦いにおいてジークアクスを代理で操縦していた一件から、キシリアにニュータイプとしての素養を認められ、ジークアクスの2号機「GFreD（ジフレド）」のパイロットとして彼女の元で保護されることになった。
一方、ソドンに捕らわれたマチュは、何者かの導きにより脱走に成功し、ジークアクスを奪取し単独で地球の大気圏に突入。海に不時着水する直前にコア・ファイターで脱出後、娼館「カバスの館」に住まうララァ・スンという女性に助けられていた。ララァと共に「キラキラ」を垣間見て彼女の願いを知ったマチュは、一緒に館を抜け出そうと申し出るも、ララァはあえて館に残りマチュを逃がす。ジークアクスが不時着水した地点に戻ったマチュは、そこに巨大なモビルアーマーが沈んでいることに気づく。マチュを追跡してきたシャリアは、海底から引き上げられたそのモビルアーマーを、この世界ではない「向こう側の世界」からやってきたオブジェクト「シャロンの薔薇」と呼ぶ。

#### 第10話 - 第11話
ジオン軍がシャロンの薔薇を回収した後、マチュはソドンのパイロット扱いとなり、ジークアクスの操縦訓練に励んでいた。しばらく後、ジオン公国とサイド6が主導して建設した、地球環境を回復させるための太陽光増幅施設「イオマグヌッソ」の竣工記念式典が行われることになった。ジオン軍総帥のギレン・ザビとキシリアは式典の前に5年ぶりに会見するが、キシリアはこの機に乗じて、かねてより計画していたギレン暗殺計画を実行に移す。会見の場でキシリアはギレンを毒ガスにより殺害後、ニャアンに特命を与えてイオマグヌッソの中枢に向かわせる。イオマグヌッソの真の姿は太陽光増幅施設ではなく、中枢部に設置したシャロンの薔薇の力を使い人為的にゼクノヴァを発生させる戦略兵器であり、ジフレドの真価はイオマグヌッソの制御システムとしての機能にあった。中枢に到着したニャアンはジフレドとイオマグヌッソを接続し、月の近傍に配備された宇宙要塞ア・バオア・クーに狙いを定めてゼクノヴァを発生させる。次の瞬間、ア・バオア・クーは地球の衛星軌道上に転移し、一緒に転移させられたギレン派の国家親衛隊主力艦隊を巻き込みながら崩壊した末に跡形もなく消失した。
この事件を知ったシャリアは、キシリアとギレンのパワーバランスが崩れたことでジオン公国の内戦が勃発したことを悟り、ジフレドを止めるべくマチュに出撃を要請し、自身はエグザベが率いるキシリア派の部隊を相手取る。そしてマチュは、中枢部でニャアンが乗るジフレドに競り勝つと、オメガサイコミュのリミッターを解除し、シャロンの薔薇をイオマグヌッソから引き剥がす。その後、マチュはシュウジの幻影に導かれ、ニャアンも彼の幻影を追って、イオマグヌッソ内部の劇場にたどり着く。そこでは、ジオン独立戦争時に行方不明になったはずのシャアとキシリアが対峙していた。シャアはゼクノヴァで消息を絶ったかに思われていたが生き延びており、現在はイオマグヌッソ開発スタッフのシロウズという偽の身分でジオンに潜り込み、シャロンの薔薇の消滅という目的を果たそうとしていたのだった。
シャロンの薔薇に眠る少女の力で赤いガンダムを取り戻したシャアは、シャロンの薔薇と赤いガンダムに積まれた2つのアルファ型サイコミュの共鳴がゼクノヴァの原因であり、本来この2つのサイコミュは同じ世界に存在し得ないものであること、世界を守るためにシャロンの薔薇を消滅させなければならないこと、シュウジを赤いガンダムのパイロットとして見出したのは自分であることをマチュに語る。その時、シュウジが幻影としてマチュとシャアの前に現れ、自分もまたシャロンの薔薇と同じく「向こう側」から来たことと、薔薇の少女が作ったこの世界を終わらせるためにシャアと敵対することを告げる。その後、これまでとは逆の「向こう側から何かが来る」ゼクノヴァが発生し、そこから『ガンダム』が姿を現した。

#### 第12話
シュウジは「向こう側」から現れたガンダムに乗り込み、マチュと戦いを始める。一方、シャアはキシリアを討ち取り、家族の仇であるザビ家の打倒を果たす。そしてシャアとシャリアは久々の再開を果たし、シャアはザビ家無き後のジオンを自分が率いていくとシャリアに語る。しかし、シャアの治世がいずれ地球の破滅を招くことを予見していたシャリアは、ジオン独立戦争時のソロモンから生還していたアルテイシアを新たなジオンの盟主に据える手筈を整えており、シャアに一騎打ちを挑みお互い戦闘不能となる。
ニャアンはキシリアが死んだことで行き場を失ってしまうが、マチュに「マヴになろう」と手を差し伸べられ、シュウジを巡るギクシャクした関係を修復し友情を回復。ガンダムに対して善戦するが、突如ガンダムは巨大化して力を増し、ニャアンのジフレドを退ける。
シュウジは薔薇の少女がララァであることと、彼女が愛するシャアがガンダムの手にかかって死ぬことを回避するためにいくつもの世界を作り出すが全て失敗し、その都度に世界を壊す役割を担ってきたこと、シャアをガンダムに乗せることでようやく彼が死なずに済む世界が実現したが、当のシャアがそれを否定していると語る。ならば、この世界も壊してララァの夢であったことにすると語るが、マチュはシュウジが抱えてきた孤独や思いを汲んだ上で「ララァはそんなことを望んでいない」「本物のニュータイプなら、誰かに守って貰う必要なんてない」と諭し、この世界で出会えた感謝と好意を打ち明ける。シュウジもマチュの説得を受け、「この世界はマチュと出会うために作られたのかもしれない」と、マチュへの好意を伝えて世界の破壊を諦める。それに呼応するようにジークアクスは真の力を発揮してガンダムを破壊し、世界の危機は回避された。そしてシャロンの薔薇で眠るララァも目覚めを果たし、この世界のニュータイプたちに感謝を告げて、ガンダムとシャロンの薔薇とともに「向こう側」へと帰っていった。
戦いが終わった後、シャアはシャリアに「貴様に殺されない生き方を見つける」と言い残し地球へ去っていった。シャリアはエグザべに捕まり死を覚悟するが、エグザべは「キシリア様がいなくなったことでジオンは不安定になる。彼女を殺した責任を取って、これからのジオンを安定させろ」と言い放ち、彼を生かす決断を下した。
内戦後、ジオンはアルテイシアを盟主として新たな国に生まれ変わり、それを影から見守るシャリアとエグザべの姿があった。シャアは地球でこの世界のララァに会いに出かけ、ララァはついにシャアが死なずに済む世界が実現したことを知って嬉し涙を流す。そしてマチュは、かつてシュウジも交えて交わした約束通りにニャアンとともに地球に降り、いつの日かシュウジのいる世界に行くことを誓うのだった。

## 登場用語

### 世界観
ゼクノヴァ
一年戦争終盤の第2次ソロモン会戦中、宇宙要塞ソロモンの内部で赤いガンダムのサイコミュが暴走して起こった謎の現象。発光現象と共にガンダムごとソロモンの三分の一が消滅したが、本編の時代でもサイコミュの共振現象が発生の推定原因と関連づけられるだけにとどまり、全貌は解明されずにいた。キシリアは、グラナダ地下の実験施設に保管されていて、発光現象の際に消失したオブジェクト「シャロンの薔薇」の関与をほのめかしている。
U.C.0085、サイコ・ガンダムによってイズマ・コロニーで発生した大規模テロの最中にも赤いガンダムによって発生し、このときはコロニーの地表の一部分を削り取るように消滅させ、赤いガンダムと搭乗者のシュウジも行方不明になっている。また、回収されたシャロンの薔薇を使い、この現象を人為的に発生させる戦略兵器としてイオマグヌッソが建造された。
その原因について、イオマグヌッソの建造に関わっていたシャアは「本来は一つの世界に一つしか存在しないはずのアルファ・サイコミュが、この世界では『シャロンの薔薇』の出現により『赤いガンダム』のものと二つ同時に存在することになったため、その二つが共鳴を起こしていたことによるものであった」と説明している。
クランバトル
モビルスーツ（MS）同士による非合法の賞金バトル。略称は「クラバ」。裏の元締めはサイド6政府自身であり、場所を提供する胴元としての役割も担っている。マヴの内容を踏襲した2対2のチーム戦で争われ、ミノフスキー粒子が散布された指定のバトル場（基本はコロニー外部の宙域）で、制限時間内に敵機の頭部を破壊したほうが勝者となる。
試合内容はゲリラ配信され、コロニーの若者たちの間では賭博の対象として人気の娯楽となっている。第4話時点では9組以上のクランが参戦しており、中にはCRSのように民間企業が宣伝や技術検証を目的として公然の秘密的に運営するクランも存在する。
出場する機体やパイロットの変更は試合直前まで認められている一方、2名のうち1名でも出場キャンセルや欠席した場合は「人生が詰む」ほど多額の違約金が課せられるとされている。
地位協定
一年戦争中は中立の立場であったサイド6が、終戦後の占領時代を経てジオン公国との関係を改めて定義するために結んだ協定。サイド6に対して基本的な自治権などが認められている一方、コロニー内はジオンの管制空域として制空権が掌握されており、赤いガンダムおよびシャアの捜索についてはジオン側に優先権があることも明記されている。ソドンがイズマ・コロニーに強行突入してそのまま中空に居座った際は、住民による反対デモが発生している。
シャロンの薔薇
「シャロンの薔薇」を参照。

### 国家・組織・企業
カネバン有限公司
アンキーが社長を務める会社。構成員数は4名。イズマ・コロニーのスラム街に拠点を置く。ジャンク屋業務などに携わり、クラバのクラン「ポメラニアンズ」を運営する。
ワンナヴァル
サイド6大統領のペルガミノがかつて首席議長を務めていた造船企業連合。ジオニックやアナハイムに次ぐ規模を誇る企業体であるとされている。

### 地名・施設
ソロモン
ジオン公国の宇宙要塞。地球連邦軍に奪取されたのち、名称がコンペイトウに改められ、グラナダに落下しかけるも、シャアの部隊の突入後にゼクノヴァが発生、落下は防がれる。
グラナダ
ジオンに制圧された月面都市。一年戦争中はソロモン落としの危機に陥る。U.C.0085時はジフレドの開発が行われ、ニャアンがここを訪れる。
イズマ・コロニー
サイド6の一角に存在する、マチュたちが居住するスペース・コロニー。形状は円筒形の開放型。U.C.0085時点で「築70年を過ぎた」とされている。日本語がおもな公用語として使用されており、「ジンガミネ」や「オオカンバラ」など日本的な地名も多い。難民区域である「ネノクニ」は中国語およびタイ語の使用も盛んである。通貨はハイト。
一年戦争中はサイド6全体が中立であったため、本コロニーも比較的平和であった反面、戦後は大量の難民の流入やそれに伴う違法行為、ジオン公国との政治的関係が大きな社会問題となっている。治安維持はサイド6政府が戦後に沿岸警備隊（コーストガード）を再編して組織した軍警察が行っているが、難民へ相当厳しい取り締まり体制を敷いている上、一般市民への被害も顧みないため、住民からの評判は良くない。サイコ・ガンダムによるテロ事件の際は市街地に大きな被害を受け、100人超の死傷者が出る。
ハイバリー高校
マチュが在学するイズマ・コロニー内の女子高校。名門お嬢様学校であるとともに、学費の高さでもその名を知られている。
カバスの館
地球のインド西部・マンガルール近郊にある娼館。巨大な邸宅風の建物で、ララァ・スンが身を置く。地球に降りたマチュが館の者達に助けられ、一時滞在する。『ファースト』の小説版『密会〜アムロとララァ』に同様の施設が登場している。
イオマグヌッソ
U.C.0085時にジオンのキシリア派が建設した全地球環境改善用の光増幅照射装置。表向きは「荒廃した地球環境の修復」を目的とした太陽光増幅装置（ソーラ・レイ）として、サイド6からの出資も受けて建造されたものだが、その実態は発見された「シャロンの薔薇」を中枢部に接続し、ジフレドを制御システムとして人為的に指向性のゼクノヴァを発生させ、対象を崩壊・消滅させる戦略兵器。建造の真の目的は、シャアがジオンを謀り、シャロンの薔薇の少女を向こう側の世界へと送り返すためのものであった。第12話にてこの真の目的が果たされたが、エピローグでは「ソーラ・レイ暴走事故」というサブタイトルで「事故調査委員会の立ち入り禁止命令の解除」が報道された。名称の由来はクトゥルフ神話に登場する架空の神格「イォマグヌット」。
ア・バオア・クー
ジオン公国の宇宙要塞。ニャアンがイオマグヌッソを起動した際、国家親衛隊主力艦隊ごと地球の衛星軌道上に転移し、崩壊・消滅する。

### 戦術・技術
M.A.V.（マヴ）
一年戦争中にシャアとシャリアが編み出したとされている攻撃戦術。ミノフスキー粒子散布下での有視界戦闘においては、先に相手を発見して攻撃する「初撃」の側が有利だが、攻撃後はその優位性がなくなるというデータから、2機1組のバディを組むことで優位性を保つことを狙いとしている。本編では普遍的な戦術として普及したほか、バディ間では相棒を「マヴ」と呼ぶことが一般化している。
インストーラデバイス
MSの戦闘用コンピューターのハードウェア認証式アクティベーションキー。3.5インチハードディスクドライブのような形状をしており、ニャアンが運送中に紛失し、マチュが入手したデバイスの表面ラベルには「3.5」の表記がある。民間に払い下げられたジオン製MSは本デバイスが外されており、非武装のザクに取り付けると、ZEONICのロゴを冠した起動画面が立ち上がり、モノアイの色が水色からピンクに変わるため、外観から武装のロックが解除されていることが識別可能となる。
マチュが入手したデバイスの表面ラベルには「MOBILE SUIT ACTIVATION KEY」の記載がある。また側面のラベルには「WG-X22120AU-01-76」の型番が記載されており、マチュが検索したオンライン百科事典「FOOLYPEDIA」の「WG-X22100」の記事によれば、ジオニック社が開発・製造したモビルスーツのコンピュータ用インストーラデバイスで、もともとは地球連邦軍がV作戦においてガンダムに塔載したカートリッジ式の「V-440」をベースとする。
ガンダムを鹵獲して解析したジオン公国軍でも機体性能の向上が認められたため、ジオニック社がV-440の完全模写の形で「WG-X22100」を製造し、既存のMSに対しても本規格の戦闘コンピュータへの改修を積極的に行った。その結果「WG-X22100」は完成度と汎用性の高さから、ジオン独立戦争でもっとも多く使用された戦闘用インストーラデバイスとなり、ジオン製・連邦製を問わず、戦後以降のほぼすべてのMSで互換性をもつこととなった。
非武装のMSに取り付けると、戦闘用OSがインストールされ、携行武装類へのエネルギー伝達トリガーがオンに切り替わり、重火器などの使用が可能となる。また、モビルスーツに標準搭載されている接触事故回避用の安全装置が解除され、可動域がより広範囲になる。なお、「WG-X22100」は記録回路所持等取締法第2条の規制を受け、登録事業者以外の所持・使用が禁止されているが、闇市場で非合法に取引される密輸品の摘発が後を絶たないとされている。

### その他の用語
ディアブロ
ミゲル・セルベートが、ジフレドとそのパイロットの関係について言及した単語。明確な定義は不明だが、ミゲルはジフレドのパイロットに選抜された同期の仲間を毒殺したことについて「大切な仲間をディアブロにするわけにはいかない」「（彼らの）人の心を守った」と述べている。また、ニャアンがミゲルの銃撃を受けてジフレドのサイコミュを無意識に外部から起動した際、ミゲルは「とっくにディアブロになっていたのか！」と驚いており、ニュータイプ能力の特異な発現形態との関連性を示唆している。

## 登場人物

### 主要人物
アマテ・ユズリハ（マチュ）
声 - 黒沢ともよ
本作の主人公。イズマ・コロニーで母タマキと暮らす女子高生だったが、ジークアクスに乗ったことでパイロットの素質が開花し、カネバン有限公司のクラバチーム「ポメラニアンズ」でエントリーネーム「マチュ」を名乗ってクラバの選手となる。「マチュ」は幼いころのあだ名。ハイバリー高校2年の17歳で、アンヌ・マテスクラスに在籍、出席番号は25番。
将来の進路がハッキリせず、進路希望にクラゲと書いて母親から怒られるなど、閉ざされたコロニーでの平穏な生活にこれといった楽しみを見出せずにいるなかで、常に特別な何かに強い憧れを持つ。後先考えず突発的に行動してしまう性格から、真っ先にジークアクスのコクピットに飛び込み、軍警に即座に刃向かうなど、その行動力や運動能力はきわめて高い。また、考え事などの際にたびたび逆立ちをする描写がある。母にはクラバに出場していることを隠しつつも、出会ったニャアンやシュウジと協力し合い、クラバを戦い抜いていく。また、ニュータイプとして優れた資質を持ち、ジークアクスのオメガ・サイコミュ発動時に目撃した「キラキラ」をずっと探し求めていた特別なものと感じており、MSの操縦技術も成長させていく。
ニャアンが自分の代理でジークアクスに搭乗し勝利・帰還した際、「シュウジとのキラキラは私だけのもの」と激しい感情をむき出しにする。ニャアンとの関係がぎくしゃくする中、アンキーが軍警に赤いガンダムの在処をリークしようとしているのを聞きつけ、事務所の金庫から、クラバで得た賞金を持ち逃げしようと企むも、アンキーに目撃され、制止を振り切り逃走。市街地で、無人のまま放置されたジークアクスを見つけるも、軍警に包囲され、機体に乗り込み逃走するが、サイド6当局からテロの共犯者として国際手配される。行き場を失ったところをシャリア・ブルのキケロガに保護され、ソドンに収容・営倉入りとなる。尋問後、シャリアの思惑もあり、ジークアクスでソドンを脱走。地球へと降下する。後にカバスの館に拾われ、ララァと出会う。
館脱出後はシャロンの薔薇の発見に貢献し、営倉入りのままジオン軍の制服を着ることなく、シャリアとのマヴとしてジークアクスの訓練を行い、実質的な正規パイロットとなる。シャリアやコモリにあだ名を付けるなど親交を深め、イオマグヌッソ封鎖時にはシャリアの進言によりシャロンの薔薇の少女を救うべくイオマグヌッソ内部へ突入し、ジフレドと対峙する。相手をニャアンと認知しての戦闘後、シャリアから渡された拳銃でオメガ・サイコミュのリミッターデバイスを破壊し、リミッターを解除してシャロンの薔薇に干渉。吹き飛ばされて目覚めた際にシュウジの思念体を目撃し、その先の劇場でシャアと邂逅することになる。シュウジから真相（シャロンの薔薇の少女の殺害）を聞かされた後は、「私がシュウジを止めてみせる」と奮起し、ニャアンと共闘して、シュウジの乗る向こう側の世界から来たガンダムと戦闘に入る。巨大化したガンダムに追い込まれるも、ジークアクスの「エンディミオン・ユニット」を起動させ、シュウジに勝利。彼に「ララァはそんなこと望んでいない」と語り、彼女の殺害を翻意させ、ララァとシュウジの帰還を見守る。戦後はニャアンと地球の海を訪れ、いつかシュウジとまた会える（向こう側の世界に行く）ことを切望する。
ニャアン
声 - 石川由依
戦争難民の少女。幼少期に戦場と化した故郷のコロニー（サイド2）から単身プチMSに乗って脱出し、家族と生き別れた過去をもち、イズマ・コロニーにて生活苦から非合法な運び屋のアルバイトをしている。普段は狭いワンルームのアパートで独り暮らし中で、生き抜くことが自身の最優先事項。ジオン公国の永住権カード獲得に必要となる学士号取得のため、ジオン工科大学への入学を志すが、勉強そのものには興味がないと語る。マチュやシュウジとは友人関係になり、シュウジのことは「シュウちゃん」と呼ぶ。
マチュが黒い三連星とのクラバに間に合わなかった際は代わりにジークアクスに搭乗したものの、シュウジは体調不良で援護できず、単身でドムのジェットストリームアタックに苦戦し追い詰められた結果、オメガ・サイコミュを起動させ勝利を収める。しかし、仲介役のナガワラの逮捕により、自身も捕まれば難民指定が取り消される危機に瀕し、コロニー内でも居場所を失いつつあった。そんななか、マチュの提案したスペースグライダーで三人で地球へ向かう計画を受け入れ、最後のクラバに参加するが、キシリア暗殺未遂テロ事件に巻き込まれ、ジークアクスで不時着。焦りからシュウジに二人だけで逃げようと懇願するも、突如発生したゼクノヴァにより、彼は消失する。その後は行く当てもなく街を彷徨っていたところを、ジークアクスのパイロットを追跡していたエグザベに勧誘され、ジオンへと招かれる。キシリアからは「希少な養殖ではない天然のニュータイプ」として、その資質を見出される。そしてグラナダにてジークアクスの2号機「GFreD（ジフレド）」のパイロットに選出される。
イオマグヌッソ封鎖時はエグザベらと出撃。ギレン派のビグ・ザム部隊を撃破したあとにイオマグヌッソ内部に突入し、開発責任者のレオたちを殺害。「キラキラが起こればシュウジを呼び戻せる」として、イオマグヌッソを起動。ア・バオア・クーに向けて発射し、要塞と周囲に展開していた親衛隊の主力艦隊を崩壊・消滅させる。直後にジークアクスに乗るマチュと出会い、戦闘後にシュウジの思念体を追った先の劇場でキシリアと出会う。だが、マチュをシャアの仲間だとして撃とうとするキシリアの言動に動揺し、彼女から渡された拳銃で背後から発砲してしまう。その後はマチュとシュウジの乗るガンダムの戦闘に割って入るが、マチュから「マヴになろう」と告げられ、彼女と和解。二人で共闘してシュウジとの戦闘に入る。後に巨大化を果たしたガンダムにジフレドを破壊されるも、かろうじてコアファイターで脱出。エピローグではマチュと地球の海を訪れていた。
シュウジ・イトウ
声 - 土屋神葉
シャアの失踪後、赤いガンダムとともに現れた謎の少年。自身が改造した四足歩行型ロボット「コンチ」を連れている。さまざまなコロニーに出没しては外壁にグラフィティを描くため、警察とジオン公国軍から身柄を追われる。「〜と、ガンダムが言っている」が口癖であり、個人的な望みは「地球へ行く」こと。クラバのエントリーネームは初回が「AAA」、以降は「HARAHERIMUSHI（ハラヘリムシ）」。
普段はおっとりした性格で、所持金は常に少なく、マチュたちからの差し入れに頼りながらなんとか生活を繋いでいる。一方で卓越したパイロット能力をもち、サイコミュなしのエグザベと渡り合う。スティグマを駆使するシイコとの戦いでは当初苦戦するも、最終的にはサーベルでコクピットを貫き、容赦ない一面を見せる。
最後のクラバではサイコ・ガンダムとの戦闘中、取り乱したニャアンから「マチュもガンダムも捨てて二人で逃げよう」という願いを拒絶した直後、発生したゼクノヴァの光に飲み込まれて赤いガンダムとともに姿を消す。なお、このときに取り残されたコンチはニャアンに引き取られ、彼女のお守りとしてジフレドに同乗する。後々にイオマグヌッソの内部にて思念体の姿でマチュやニャアン、シャアの前に現れ、自身は「彼女が作ったこの世界を終わらせるために、向こう側からやって来た」と明かす。
そして向こう側の世界から来たガンダムへと乗り込み、「薔薇の少女を殺す」という目的を遂行しようとする（どの世界線においてもシャアはガンダムに討たれて死亡し、シャアがガンダムに乗ることで死なない世界、つまりジークアクスの世界が作られたが、シャア自身がこの世界を否定するために、向こう側の世界を巻き込んで崩壊する恐れを危惧した）。マチュへは「この手で数え切れないほどララァを殺して来た」と告げ、ララァを守ろうとするマチュやニャアンと敵対。ガンダムを巨大化させてジフレドを破壊し、マチュを窮地に追い込むが、「エンディミオン・ユニット」を起動したジークアクスに敗北。マチュから諭されたことで「この世界は君と僕が出会うために作られたのかもしれない」と述べ、ララァと共に向こう側の世界へと帰って行った。

### イズマ・コロニー

#### カネバン有限公司
アンキー
声 - 伊瀬茉莉也
カネバン有限公司の社長を務めるジオン出身の女性。クラン「ポメラニアンズ」の運営や、その他の非合法ビジネスも手がける。マチュの高いパイロット適性を見抜いてポメラニアンズに勧誘し、姉御肌な大人としてのアドバイスを送る。
自身と同じ非合法ビジネスも手がけているシャリアに対し、自身らの調査で発見した赤いガンダムの所在を密告するとともに、自社事務所の撤収を決断する。マチュが売上金を持ち逃げする姿を目撃した際は、「もう後戻りできないよ」と呟き、軍警の捜査が及ぶ前に社員たちと姿を消す。エピローグではイオマグヌッソの残骸という、大量のジャンクが転がる場所の封鎖が解かれたことを好機だと目を付ける。
ジェジー
声 - 徳本恭敏
カネバン有限公司構成員。クラバのパイロット。ナブやケーンを含め、当初はマチュのクラバ参戦を不安視していたが、のちには彼女の心情を気遣うようになる。
ナブ
声 - 千葉翔也
カネバン有限公司構成員。実務担当。アンキーが事務所を引き払うと決めた際は、マチュに「クラバは辞めろ、もうここへは来るな」と忠告する。
ケーン
声 - 永野由祐
カネバン有限公司構成員。メカニック担当。
ポメラニアン
声 - 越後屋コースケ
ジェジーが飼っている黒いポメラニアン。
ハロ
声 - 釘宮理恵
「ガンダムシリーズ」作品の多くに登場する球形のロボット。本作ではカネバン有限公司の所有する白い個体が登場し、ジークアクスに同乗しながらMS経験の浅いマチュをサポートをする。最終話の終盤までは、ロボットらしからぬ人間的な反応をみせていた。エピローグではカネバン有限公司が新たに所有する別の白い個体も登場した。

#### 軍警察関係者
アラガ、ラゴウチ
声 - 丹羽正人（アラガ）、下山吉光（ラゴウチ）
互いにマヴを組む軍警ザクのパイロットたち。協力してジークアクスを追うが、退けられる。
ワード、チャイチ
声 - 家中宏（ワード）、福原かつみ（チャイチ）
ジークアクスを捜索する公安刑事たち。拘束したエグザベを一度釈放しつつ、後に彼の単独行動を目障りに感じて尾行を続け、追い詰めた末に「ジオンへの警告」のために銃撃しようとするも、二人とも駆け付けたシャリアに射殺される。

#### クラン関係者
シイコ・スガイ
声 - 塙真奈美
一年戦争時に軽キャノンで活躍し、100機以上を撃墜して「魔女」と呼ばれた元連邦軍のスーパーユニカム（エースパイロット）。乗機に仕込んだ小型ワイヤーフックを敵機に打ち込み、それを支点として急激な加減速・高機動を行う戦術「スティグマ攻撃」の使い手。戦時中に組んでいたマヴをシャアの赤いガンダムに殺されたために、ニュータイプの存在について否定的な感情を抱くと共に仇であるシャアの赤いガンダムを追っていたが、ゼクノヴァでシャアが消息を絶ったために目的を見失い退役した。
U.C.0085では結婚して一児の母となり、サイド6のパルダ・コロニーに居住していた。後に赤いガンダムがクラバに現れたと知り、家族を置いて民間の警備会社ドミトリーが秘密裏に運営するクランCRSに参加、エントリーネーム「MAMAMAJO（ママ魔女）」を名乗って専用色のゲルググに搭乗する。マチュとシュウジ相手のクラバに出場し、スティグマ攻撃を駆使して2人を圧倒するが、一瞬の隙を突かれてシュウジの赤いガンダムに乗機のコクピットをビーム・サーベルで貫かれて戦死する。
ボカタ
声 - 金田愛
スガイの連邦軍時代の同僚で、対ポメラニアンズ戦でマヴを組む。エントリーネームは「HAL」。スガイの戦い方に焦りを覚える。
モスク・ハン
声 - 菊池康弘
U.C.0085でのドミトリー社で勤務する元・地球連邦軍技術士官。スガイのゲルググにマグネット・コーティングを施した。
黒い三連星
声 - 上田燿司（ガイア）、浜田賢二（オルテガ）
ガイア、マッシュ、オルテガの3名で構成される、元ジオンのエースパイロット小隊。先んじて自主退役したマッシュはパイロット時代の名声を生かして政界入りし、U.C.0085時点ではウーセン市の市長にまで上り詰めたものの、同年6月に秘書との不倫を報じられている。
軍に残ったガイアとオルテガは戦後にマ・クベに免職され、U.C.0085時点ではサイド6でのスクラップ回収業のかたわら、リック・ドムに乗り、クラン「バイナリーズ」の運営で生計を立てていた。エントリーネームはガイアが「GGG」、オルテガが「OOO」。ニャアンとシュウジ相手のクラバに出場するが、敗れて二人とも戦死する。

#### その他
タマキ・ユズリハ
声 - 釘宮理恵
マチュの母親で、サイド6の会計監査局職員（外交3部部長）。夫は別のコロニーに単身赴任中であり、娘の進路などを案じる。三者面談時はマチュに対し塾に行っていない件を叱責する。娘がクラバに出場していたことはまったくの予想外であり、その後に職場にてイズマ・コロニーでのテロ事件でマチュが国際手配されたことを知る。エピローグでは娘からの返信があったことで安堵する。
カムラン・ブルーム
声 - 興津和幸
サイド6の大統領首席補佐官。シャリアとは旧知の間柄。
マーコ・ナガワラ
声 - 稲田徹
非合法な運び屋の元締めを務める戦争難民の男性。ニャアンに仕事の指示をする。仕事に厳しい一方、娘へのプレゼントについて悩むなど子煩悩な一面ももつ。ポメラニアンズとトゥエルブ・オリンピアンズとの試合直前に密輸容疑で逮捕されたことが新聞で報じられる。

### サイド6
ペルガミノ
声 - 佐々木祐介
サイド6の大統領。一年戦争中はサイド6の戦闘禁止領空外で宇宙艦艇用の浮きドックを営み、連邦・ジオン両軍を相手に修理を請け負うことで莫大な利益を上げ、戦後は造船企業連合ワンナヴァルの首席議長、更に現職へと成り上がった。
U.C.0085時はキシリアから内密に持ちかけられた「イオマグヌッソ建設事業計画」に賛同し、イズマ・コロニーに出向いて彼女と会談を行い、出資を請け負う。キシリアが頭を下げたことを見物だったと語り、クラバでもかなりの利益を得ていることを示唆する面も見せる。

### ジオン公国

#### U.C.0085のソドンクルー
シャリア・ブル
声 - 川田紳司
元木星船団所属という経歴から「木星帰りの男」と呼ばれる男。ギレンの命令でキシリア配下のニュータイプ部隊に派遣され、そこで出会ったシャアの相棒となり、「灰色の幽霊」の名で恐れられる。当初は木星への旅路を崇高な任務と感じていたが、ヘリウム3採取後に事故が起き、帰還が叶わぬと知って絶望に打ちひしがれ、自分が「役立たずとなった」と感じるとともに、本当に自由になれたと悟る。その際に拳銃自殺をしようとしていたところ、船団の機器が復旧し帰還に成功する。シャアに惹かれたのは空っぽな自分に似ていたからだとマチュに告白しており、「ニュータイプがニュータイプとして生きる世界を作りたい」という願いを抱いている。
U.C.0085時では中佐に昇進し、ソドンを母艦する部隊を率いて、行方不明となったシャアの捜索を継続している。エグザベがサイド6で軍警察に拘束された際は、地位協定を盾にソドンごとサイド6に乗り込み、カムランとの交渉によって釈放させることに成功する。ジークアクスと赤いガンダムの出場するクラバは毎回欠かさず観戦し、戦闘を考察している。最後のクラバの前には用心のためシムスとキケロガを呼び寄せ、アンキーと密談を行う。サイコ・ガンダム出現時はキケロガを操り、身を挺してキシリアの暗殺を阻止した末にギレンのスパイという疑いは晴れたが、内心では情勢が不安定化しているジオンの均衡を保ち、再び戦争が始まるのを防ぐため、ギレンとキシリアの両者を排除しようと考えている。
のちに「シャロンの薔薇」の消息を探るため、マチュを尋問後にわざとソドンから逃がし、地球降下後に発見されたシャロンの薔薇を回収する。イオマグヌッソ封鎖時はキシリアがギレンを暗殺することを予期できず、両者の均衡状態が崩れたことでジオンの内戦が勃発したことを知る。この内戦を止めるために、マチュにシャロンの薔薇の少女を救い出して欲しいと頼み、キケロガで出撃して彼女を援護する。なお、マチュからはひげ面にちなんで「ヒゲマン」の通称で呼ばれる。ニュータイプ部隊のギャンを次々に撃墜した後、ニャアンの銃撃で負傷・離脱するキシリアを探知してその場に向かおうとするも、それを良しとしないエグザベと激しく交戦する。
エグザベ機を無力化後、キシリアの元へと向かうが彼女は目の前でシャアに討たれる。しかし、今度はシャアが後々に危険な存在になるとして、直後にシャアの排除へと動く。赤いガンダムとの激闘の末、両者の機体は大破するが互いに生存。駆けつけたエグザベに「私を軍事法廷で裁きなさい、（自身の行為を）命を持って償う」と言うが、彼に諭されて生き続けることを選択する。エピローグではマスクで素顔を隠し、エグザベやコモリと共に、ズム・シティでアルテイシアの擁立を見守っていた。
エグザべ・オリベ
声 - 山下誠一郎
ジオン公国軍のパイロット養成機関「フラナガンスクール」を首席で卒業した青年パイロット。ルウムの難民出身。ニュータイプ能力があると目されてジークアクスを託されるものの、オメガ・サイコミュを起動できず赤いガンダムを取り逃がし、さらにジークアクスもマチュに奪われる。その後はサイド6の軍警察に不法入国の現行犯として身柄を拘束されるものの、シャリアとカムランとの交渉の結果、釈放される。後々には独自にジークアクスのパイロット（マチュ）を探すべく動き、軍警に追われていた彼女を助けるが、本人かどうかまでは確認できずに終わる。
政治的にはキシリア派に属しており、ギレンのスパイとの疑いがかけられていたシャリアの動向を逐一報告する任務を担っていた。しかし、シャリアがサイコ・ガンダムを撃破してキシリアの暗殺を未然に防いだことを受け、シャリアの監視任務を解かれソドンを離れる。その直前にも公安刑事たちに追い詰められ、窮地に陥ったところをシャリアに救われた事から、もしシャリアが敵対する立場になったときに討つことができるのかと迷いが心をよぎっていた。以後はジオンに来たニャアンのために世話を焼くが、同期のミゲルがギレン派のスパイであったことにはショックを受ける。
イオマグヌッソ封鎖時はニャアンや同僚と出撃。ギレン派のビグ・ザムや護衛艦隊を撃破する。その後はイオマグヌッソ内部に突入しようとしたマチュを防ぐが、彼女を援護するシャリアと相対することとなる。シャリアとの戦闘後、軍事法廷で死ぬことを望む彼に「ザビ家亡き後のジオンをなんとかする責任がある」と告げ、彼に生きるよう望んだ。
コモリ・ハーコート
声 - 藤田茜
士官学校出身のエリート女性少尉。ニュータイプの存在には懐疑的な考えを抱き、シャリアに対して疑念の目を向けることもある。ソドンの捕虜となったマチュを気遣い、自身の私服を着替えとして貸与するとともに、母親への連絡を薦めたりする。この行為に恩を感じたマチュからは「コモりん」と呼ばれ親しまれるようになる。ゼクノヴァやニュータイプの事象に関しては掌握していた様子で、シャアが復帰し、ララァが目覚めた際の現象に困惑するラシットには、「本物のゼクノヴァが始まる」と述べる。戦闘終結後は、ソドンでシャリアとエグザベの元へと向かう。
ラシット
声 - 広瀬さや
U.C.0085時のソドン艦長を務める女性中佐。艦内での発言力は同じ階級のシャリアに劣っており、マチュを脱走させて泳がせるという彼の提案にやむを得ず従う。ただし大尉のシムスに対しては2階級差を笠に着て、彼女をこいつ呼ばわりするといった横柄な態度をとる。サイコ・ガンダム出現時はそれに対処すべく艦砲（メガ粒子砲）で攻撃し、敵にIフィールドがあると見るや、最後は艦自体をぶつけてでもキシリア暗殺を防ごうと奮闘する。イオマグヌッソでは短い時間の間に目紛るしい戦闘やゼクノヴァの発生などで現状の把握が追いつかず、困惑していた。
コワル
声 - 村井雄治
ソドンの技術士官を務める中尉。
タンギ
声 - 中務貴幸
ソドン操舵士を務める曹長。
オシロ
声 - 中村源太
ソドンのオペレーターを務める軍曹。
セファ
声 - 渡辺理沙
ソドンのオペレーターを務める女性伍長。
ベノワ
声 - 江越彬紀
ソドンの通信士を務める伍長。

#### U.C.0079のソドンクルー
シャア・アズナブル / シロウズ
声 - 新祐樹
「赤い彗星」の異名をもつジオン公国軍のエースパイロット。サイド7潜入時の階級は少佐だったが、第1次ソロモン会戦前は大佐に昇進する。月面都市グラナダでフラナガン博士の接触を受け、「シャア・アズナブルにおけるニュータイプの発生形態」というキシリア宛ての報告書のコピーにより、自身にニュータイプの素質があることを知る。同じニュータイプであるシャリア・ブルと組み、奪取したガンダムを駆って第一線で戦果を上げ続け、シャリアとともにマヴを確立させるなどさまざまな功績を積む。第2次ソロモン会戦中に発生したゼクノヴァに巻き込まれ、「刻（とき）が見える」の言葉を残して消息不明となる。戦後、シャアの素性が「ジオン・ダイクンの忘れ形見」との噂が流布されているが、コモリは都市伝説と否定する。
U.C.0085では密かに帰還し、イオマヌグッソの開発スタッフの一員「シロウズ」としてジオンに潜入していた。レオーニ親子もろともイオマグヌッソの管制室がジフレドに破壊されながらも脱出。逃走先の劇場で再会したキシリアからの勧誘を拒絶し、現場に転がり込んできたマチュと邂逅する。また、ゼクノヴァの影響で一年戦争時の軍服姿に戻り、発見した赤いガンダムへと再び乗り込む。赤いガンダムとシャロンの薔薇の二つのアルファ・サイコミュが存在するため、ゆえに世界が不安定となりゼクノヴァを引き起こしていると考え、その原因であるララァを消そうとするが、マチュに防がれる。また、シュウジについては正体を掴めておらず、彼に何者だと問いかけている。マチュへは「イオマグヌッソは薔薇の少女を送り返すために造った」と語り、キシリアを自らの手で殺害する。その後はシャリアからジオンはアルテイシアを擁立する体制が整っていることを告げられ、シャアがジオンを率いた場合、いずれキシリアと同じ「地球人類の粛清」という結論に辿り着くとして命を狙われる。激闘の末に互いの機体は大破するが、両者とも生存。シャロンの薔薇が去ったため容姿がシロウズへと戻り、これからどうするのかを訪ねるシャリアに「貴様に殺されずにすむような人生を探してみるか」と答えると、ひとりコアファイターで飛び去った。エピローグでは地球に降り立ち、ララァと出会う様子が描かれている。
デニム
声 - 後藤光祐
シャアの部下を務める軍曹長。ザクのパイロット。
ドレン
声 - 武田太一
シャアの副官。中尉→大尉。ペガサスから改修されたソドンの初代艦長となる。

#### ザビ家
デギン・ソド・ザビ
ジオン公国の公王。U.C.0080頃に死去。キシリアはギレンによる暗殺だと考えている。
ギレン・ザビ
声 - 山寺宏一
ザビ家長男。ジオン公国軍総帥。戦後は妹のキシリアとの政治的対立が激化しており、互いにスパイを送り込んでいた他、暗殺を恐れてデギンの葬儀以降5年もキシリアと会わなかった。
イオマグヌッソ完成式典前日の会談で5年ぶりにキシリアと対面するが、その最中にキシリアによる毒ガス攻撃を受け、側近もろとも暗殺される。キシリア曰く「最近はズム・シティにも姿を見せず、秘書官のセシリアと別荘に入り浸っていた」「暗殺の恐怖か人類の半分を虐殺した罪悪感か、よく眠れず魘されていた」という。また、キシリアのサイコミュ技術独占に対抗するため、クローン強化人間の研究を推し進めていたとされる。
キシリア・ザビ
声 - 名塚佳織
ザビ家長女。ジオン公国軍突撃機動軍司令。シャアを「キャスバル坊や」と呟くなどシャアの正体を知る人物のひとり。ソロモン落下時はグラナダから退避せず、肝の据わった姿を見せる。
戦後は、ギレンに対する最大の政敵、またジオンのサイコミュ技術を独占する立場となり、ギレンとは互いに暗殺を警戒して、デギンの葬儀以降は一度も対面していなかった。U.C.0085時はペルガミノと「イオマグヌッソ建設計画」について非公式の会談に出席するため、5年ぶりにグラナダを離れイズマ・コロニーを訪れる。その際、バスクが企んだサイコ・ガンダムのテロ事件により暗殺されそうになるも、シャリアとエグザベの活躍で無事に生還する。その出来事により、シャリアに対するギレンのスパイ容疑の疑念は晴れ、エグザベを監視の任から解く。ニャアンとの対面時には手製のアップルパイを振る舞って歓迎するとともに、毒殺を警戒するがゆえに食事も自身で調理しているという境遇と、ミゲルの毒入りケーキに対する警告を同時に示唆する。
イオマグヌッソでのギレンとの会談時は、彼がデギンを殺したという確信からギレンを毒ガスを使って暗殺し、配下のMS部隊にイオマグヌッソ封鎖を命じる。作戦実行にはシャアを誘い出すという目的も秘めており、思惑通りにシロウズに化けていた彼を見付け、私の元に戻れと言うもシャアは拒絶。その際に現れたマチュをシャアの仲間だと断じて撃とうとするも、背後から自身が渡した拳銃でニャアンに発砲され、負傷する。その後はパープルウィドウに乗艦し、「シャアが望んだニュータイプの世は、地球に住む古い人類を殲滅して私が作る」と述べるも、最後はブリッジに赤いガンダムのバズーカを撃ち込まれ、戦死する。
ドズル・ザビ
ザビ家三男。一年戦争のソロモン陥落時に戦死。
ガルマ・ザビ
ザビ家四男。一年戦争中に軍を退役している。

#### ジオン軍関係者
マ・クベ
声 - 杉田智和
キシリア配下の軍人。一年戦争時は大佐で、ルナツー攻略戦の指揮を執る。U.C.0085時では中将に昇進している。
ウラガン
声 - 山下タイキ
マ・クベの副官である少尉。
トクワン
声 - 佐々木啓夫
リック・ドムのパイロットを務める大尉。
マリガン
声 - 斉藤壮馬
キシリアの配下。中尉→大尉。キシリアによるギレン暗殺に協力する。最後はキシリアと運命を共にする。
シムス・アル・バハロフ
声 - 庄司宇芽香
サイコミュ兵器の開発に携わる技術大尉。月面のグラナダ市で勤務している。シャリアの要請を受け、禁止条約兵器であるキケロガ持ち出しのための便宜を図る。
アサーヴ
声 - 内山昂輝
U.C.0085時のキシリア側近を務める中尉。実はギレン派のスパイで、キシリアの見立てではミゲルに毒薬を与えていた人物とされる。キシリアに正体を暴かれても取り乱すことなく、彼女が「イオマグヌッソ」を使うことに対して強い懸念を述べるも、そのまま射殺される。
ミゲル・セルベート
声 - 八代拓
フラナガンスクール出身の少尉で、エグザベの同期。ケーキ作りが得意で、エグザべがジークアクスのパイロットに選抜された際の送別会では、手製のケーキで彼を祝福していた。その後、同期の仲間がジフレドのパイロットに選抜されたことについても表向きは喜んでいたが、内心ではジフレドの存在を危険視。「大切な仲間をディアブロにするわけにはいかない」と考え、祝福を装い振舞った毒入りケーキによって同期2人を立て続けに殺害した。これにより、ジフレドは「搭乗者が心臓発作を起こして死亡する曰く付きの機体」という風説が広まることとなった。この妨害工作は利害の一致したギレン派の協力を受けてのものだが、同期の殺害は彼自身の意志であると明言している。ニャアンが3人目のパイロット候補となった際も同様の手口で殺そうとするが、正体を暴かれ、最後はニャアンが起動させたジフレドのビット攻撃で死亡する。
セシリア・アイリーン
声 - 豊崎愛生
ギレンの秘書官。イオマグヌッソでの会談時にキシリアの言動を非難するが、毒ガスにより死亡する。
チャップマン・ジロム
声 - 相沢まさき
ギレン派の将校。ギレンとキシリアの会談に同席しており、セシリアと共にキシリアの言動を非難していたが、毒ガスにより死亡する。初出は『ファースト』の小説版の人物で、ソーラ・レイの管理及び作戦責任者であった。

#### 科学者・技術者
フラナガン
声 - 白熊寛嗣
ニュータイプ研究施設のフラナガン機関を設立した科学者。シャアに接触し、彼のニュータイプとしての素養について言及する。
レオ・レオーニ、ティルザ・レオーニ
声 - 檜山修之（レオ）、前田玲奈（ティルザ）
イオマグヌッソの開発責任者である父娘。イオマグヌッソ内部に侵入したジフレドを排除しようとするが、ニャアンに管制室を破壊され、外に投げ出されて死亡する。

### 地球連邦軍
パオロ・カシアス
声 - 中博史
ソドンの原型となった強襲揚陸艦ペガサスの艦長を務める中佐。サイド7・1バンチからの出港準備中、シャアのガンダムによってブリッジごとビーム・サーベルで貫かれ、死亡する。
テム・レイ
声 - 越後屋コースケ
技術士官で、V作戦の中心人物（技師長）。ザクの強襲を受けたサイド7・1バンチ内を作業車で移動中、シャアに奪われたガンダムがガンキャノンと交戦している姿を目にし、誰が操縦しているのかと困惑する。
ワッケイン
声 - 阪口周平
地球連邦軍将校。シャアに奪われたガンダムに試験小隊を差し向けるが壊滅させられる。 ルナツー陥落後にソロモンをグラナダに落とす作戦を実行するが、ゼクノヴァの発生により失敗に終わった。
セイラ・マス（アルテイシア・ソム・ダイクン）
シャアの妹。一年戦争中は連邦軍のMSパイロットとしてトリコロール塗装の軽キャノンに搭乗し、第1次ソロモン会戦ではドズルのビグ・ザムを撃破、第2次ソロモン会戦ではソロモン内部でシャアと邂逅し撃破されそうになるも、一瞬の隙をついてビームを放ち岩盤を崩落させ、その場から去ったとされていたが、後に生存していることが明らかになり、エピローグではザビ家に代わるジオンの新たな指導者として擁立される。
ドゥー・ムラサメ
声 - 金元寿子
ニュータイプ研究機関のムラサメ研究所に所属する少尉。乗機のサイコ・ガンダムを「自身の体」、パイロットである自身を「機体の心臓」と称し、サイコミュの感応によって知覚される極彩色の空間をマチュと同様「キラキラ」と呼称する。「自らの意志で進化したボクらこそ、ニュータイプにふさわしい」と人工ニュータイプの存在を強く肯定する。通常は特殊マスクで口を覆っているが、コロニー内でのサイコ・ガンダム搭乗時はマスクを外している。トゥエルブ・オリンピアンズを装いキシリアの命を狙って進軍するが、シュウジが発生させたゼクノヴァの影響で精神が不安定となり、機体を暴走させてイズマ・コロニーや民間人に多大な被害をもたらす。キシリア殺害まであと一歩のところまで迫るが、エグザべのギャンに妨害され、加勢したシャリアのキケロガによって機体を撃破され、戦死する。サイコ・ガンダムとは神経接続されているのか、左腕を損傷した際にドゥー自身も左腕を押さえながら苦しむ様子が描かれた。
ゲーツ・キャパ
声 - 村瀬歩
連邦側が勝利した世界線上にある『機動戦士Ζガンダム』を初出とする人物で、ニュータイプ研究機関のオーガスタ研究所に所属する中尉。同研究所が開発したハンブラビに搭乗し、トゥエルブ・オリンピアンズを装いドゥー・ムラサメのサイコ・ガンダムとともにキシリア暗殺計画を決行するが、キケロガのオールレンジ攻撃で撃墜され、戦死する。
バスク・オム
声 - 安元洋貴
『Ζガンダム』を初出とする人物。本作での階級は少佐で、「極右の特殊部隊創設を準備している」とされる。キシリアが5年ぶりにグラナダを出てイズマ・コロニーを訪れるという情報をギレン派からのリークによって入手し、彼女を暗殺すべくクランバトルを利用。日本の廃ビル内にある「アマラカマラ商会」の名義で強豪クラン「トゥエルブ・オリンピアンズ」のスポンサー権を買い取り、ゲーツやドゥーをイズマ・コロニーに潜入させる。

### カバスの館
ララァ・スン
声 - 羊宮妃那
地球の娼館「カバスの館」で生活している女性。不思議な雰囲気を纏う。今までに「ジオンの赤い士官服を着た若い将校が自分を身請けしに来るが、その将校は白いモビルスーツに殺される」という予知夢めいた夢を何度も見ており、自分が身請けされる日を待っている。地球に降下してきたマチュと邂逅し、彼女の脱出の際に共に行こうという誘いを断り、その場に残る。エピローグでは地球でシャアの姿を見つけ、歓喜の表情を浮かべていた。
ヴァーニ、カンチャナ
声 - 小倉唯（ヴァーニ）、菱川花菜（カンチャナ）
「カバスの館」で小間使いをしている少女たち。ララァを慕っており、地球降下後に館を訪れたマチュの世話をするなかで、ララァを連れて館から逃げて欲しいと依頼し、館に放火して逃亡の機会を作る。

### 向こう側の世界
シャア・アズナブル
声 - 池田秀一
ゼクノヴァの先にある向こう側の世界のシャア。世界観はTV版『ファースト』を踏襲しているが、ガンダムのパイロットに討たれ戦死した。
ララァ・スン
声 - 潘恵子
本作世界を生み出した原因にしてゼクノヴァの先にある世界のララァ。シャロンの薔薇ことエルメスのパイロットで、シャアが討たれたショックで彼が生き残るためのルートを探していた。

## 登場兵器

### ジオン公国軍の兵器

#### ジオン公国軍のMS
gMS-Ω GQuuuuuuX（ジークアクス）
ガンダムを捜索するジオン公国軍強襲揚陸艦ソドンに搭載されていた最新鋭試作MS。別名は「ガンダム・クァックス」。当初はサイコミュの不使用を条件にグラナダから貸し出され、エグザベ・オリベを正規パイロットとして運用されていたが、イズマ・コロニーでの戦闘の混乱に乗じたアマテ・ユズリハによって奪取され、エントリーネーム「マチュ」としてポメラニアンズに加入した彼女の機体として運用される。
サイコミュ・システムの一種である「オメガ・サイコミュ」を搭載しており、システム起動時は拘束具を兼ねる頭部ブレードアンテナが解放されてツインアイが露出し、コクピット内の脳波コントロール用インターフェースが展開する。また、黒い三連星との試合で代理搭乗したニャアンもシステムの起動に成功する。単機での大気圏突入や水中での活動も可能。なお、コクピットとバックパックは分離してコア・ファイターとなる。
武装は頸部のバルカン砲2門、ビーム・ライフル、環状の刃を発生するビーム・サーベル2基（色は黄緑）、シールド。エグザベ搭乗時の戦闘でライフルとサーベルは喪失し、マチュに奪取されてからはジェジーのザクが装備していた民生品のトメノスケ・ヒート・ホークを主武装とする。このほかに、両肩内部から発射されるスモーク・ディスチャージャーや、かく乱用のダミーバルーン、水中浮上用バルーンが搭載されている。ソドンによって再回収され、マチュがソドン所属となった後は武装が再装備される。
エンディミオン・ユニット
声 - 古谷徹
最終話にて発動した特殊機能。シャロンの薔薇と同様に向こう側の世界から来たとされるオーパーツを基に作られたオメガ・サイコミュに宿る、何者かの意思が発動した覚醒状態であり、オメガサイコミュのリミッターが解除されてオーバードライブ・アクティブとなった時に出現する両肩・両足の（謎の）円形ユニットに加えて、顎部が大きく開き内部の発光体が露出する。その際、シュウジは「僕はもう見たくない。またガンダムがララァを殺す光景を」との声を聞く。
gMS-κ GFreD（ジフレド）
月のグラナダ海軍工廠研究所で開発された、ジークアクスの2号機。別名は「ガンダム・フレド」。紫、オレンジ、緑を基調とした機体色、サイコミュ兵器を搭載した頭部、両肩や背面スラスターの形状がジークアクスと異なっており、機体を託されたニャアンからはキシリア本人に似ているとの感想を述べられる。オメガと並ぶ特殊なサイコミュを搭載しており、顔面に収納された複数のケーブルをイオマグヌッソの中枢部に接続することで、ゼクノヴァ砲の発射が可能となる。頭部両側の突起部分はそれぞれ「ルナ」と「アルテミス」と呼ばれる2機の「エスビット」として分離・操作されるほか、その他の通常武装はジークアクスと色違いの同等品を使用する。
完成後のテスト中にパイロット候補者が二人続けて心臓発作で死亡しているため、「搭乗者を殺すいわく付きの機体」とされていたが、その真相は本機を危険視するミゲルと本機の獲得を狙うギレン派によって仕組まれた風評被害であった。その後はニャアンを正規パイロットとして実戦配備され、真の建造目的であった「イオマグヌッソの制御装置」として運用される。
RX-78-02 白いガンダム
連邦軍がMS開発計画「RX計画」の一環で開発した高汎用型MS。コクピットとバックパックが小型戦闘機「コア・ファイター」として分離変形する「コア・ブロック・システム」、ビーム・ライフルやビーム・サーベルなど最新技術を有している。サイド7での最終テスト中にシャア・アズナブルによって奪取され、同じく奪取されたペガサス（ジオン正式所属時は「ソドン」）で整備と補給を受けながらジオン軍の戦力として活躍していく。
gMS-α 赤いガンダム
シャア専用機としての塗装変更や改修を受けた姿。別の専用モビルアーマー（MA）に搭載予定だった「アルファ・サイコミュ」による運動性向上と、各部のハードポイントに装着された6基のサイコミュ連動型無線誘導端末「ビット」によるオールレンジ攻撃能力の付与がなされている。また、側頭部にはαサイコミュと連動するパーツが追加され、パイロットに対する機体の追従性が向上している。マチュが検索したオンライン百科事典「FOOLYPEDIA」の記事によると、撃墜したMSは60機以上とされる。第2次ソロモン会戦では、推進剤不足となった複数個のビットを質量兵器として使い捨てたのち、ソロモン内部で発生した「ゼクノヴァ」現象によってシャアとともに消息を絶つ。
U.C.0085時ではシュウジ・イトウをパイロットとしてサイド6に突如現れ、ポメラニアンズ側の機体としてマチュのジークアクスとマヴを組む。この時点では2基のビットを装備していたが、エグザベ搭乗時のジークアクスによって破壊され、その他の武装も戦闘を重ねるごとに損傷・消耗していく。サイコ・ガンダムとの戦闘中に小規模のゼクノヴァを発生させ、シュウジもろとも消失するが、イオマグヌッソ攻防戦の戦場で現れ、シロウズとして活動していたシャアが再度搭乗する。第12話では、周辺に漂っていたザク・バズーカの砲撃によってキシリアごとパープルウィドウを撃沈する。
MS-06 ザク
一年戦争時のジオン公国軍制式量産型MS。赤いガンダムに乗る前のシャアも指揮官用のS型を赤く塗装して運用するほか、RX計画を推進していた連邦軍も鹵獲機体を運用している。
戦後は戦闘用のインストーラデバイスを排したうえで民間や他サイドに払い下げられ、建設作業の現場ではマニピュレーターの変更や警告灯およびカバーパーツを追加したうえで使用される。また、ポメラニアンズ仕様ややフォスネークアイズ仕様など、クラバ用の改造機も存在する。
MS-06SSP 軍警ザク
サイド6の「沿岸警備隊」（コーストガード）を前身とする軍警察に配備された改修機。特徴として、膝一体型と軍警ロゴが描かれた手甲型の防衛用シールド、警報機と連動した肩部用非常回転灯を装備する。また、高機動用ブースターを装備した特殊部隊仕様機も存在する。武装は、通常型と特殊仕様機用の改型を合わせた新旧両世代のザク・マシンガンとヒート・ホーク、左腕シールドに懸架された電磁警棒や刺股など。
gMS-01 ゲルググ
連邦軍から鹵獲したガンダムのデータをもとに開発された、ジオン公国軍の制式採用機。本来の「MS-14 ゲルググ」となるはずだった機体は、ガンダムの鹵獲に成功したことで開発が中断されており、ガンダムの技術を用いた本機は本来の連邦軍量産機となるはずだった「ジム」に酷似している。通常機の機体色はザクと同様の緑。
U.C.0085時点におけるジオン正規軍の現役主力機である一方で、密かに民間へと流出した機体も存在し、クランCRS所属のカスタム仕様であるスガイ機は白、赤、黄、同じくボカタ機はライトグレー、緑、白に塗り分けられている。これらCRS所属機は、モスク・ハンが駆動部分に施したマグネット・コーティング処理によって反応速度が高められている。スガイ機のマニピュレーターには小型のワイヤー・フックが内蔵され、スガイが得意とするスティグマ攻撃の起点として用いられている。
MS-09 リック・ドム
陸戦用重MSであるドムの宇宙改装型。本作では、腰背部にも脚部を追加した「3本脚」の姿となっている。3本目の脚は、通常時は大推力スラスター搭載バックパックとして機能し、関節部を伸ばして底面に推力を集中させることで高機動形態となる。腕部には電磁ハーケンを搭載し、ワイヤーによって敵機の動きを封じつつ、電流を流すことでパイロットに直接ダメージを与えることができる。
一般機は緑、三連星機は紫、シャリア機は青を基調に塗装されている。
MS-15/H ギャン（ハクジ装備）
「MS-15 ギャン」の欠点である空間戦闘能力を補完を目的とした、襲撃・格闘戦用MS。通常機と同型の武装群に加え、3門のレールガンと追加推進器を複合した全長27.3メートルの大型スピア「ハクジ」を装備する。紫色の標準機のほか、白地に金のラインマーキングを施したエグザベ専用機も存在する。
MSM-03 ゴッグ、MSM-07 ズゴック
地上に残留しているマッド・アングラー隊の水中用MS。水没したジークアクスとシャロンの薔薇の捜索に投入される。
MSM-10 ゾック
エピローグにてカネバン有限公司が動作テストを行っていた、中古品の水中用MS。宇宙用に改造されている。

#### ジオン公国軍のMA
MAN-03 キケロガ
一年戦争末期にシャリア・ブルが搭乗したサイコミュ搭載型MA。『ファースト』のブラウ・ブロと外形や武装・形式番号は同じだが、全高・本体重量は半分程度。U.C.0085時点ではサイコミュ搭載機であることが公式に明言されており、禁止条約兵器として扱われている。連邦側から「灰色の幽霊」と称される。4門の有線制御式メガ粒子砲塔の遠隔操作によるオールレンジ戦闘を目の当たりにしたエグザべには「一人でM.A.V.をやっているのか？」と驚かれる。
戦後に戦術的多様性への対応を目的とした改修によってMS形態への変形機能が追加されている。機体中核部を分離させ、一度切り離したブースター部をまとめ直して背面に再装着させ、有線制御式メガ粒子砲塔が両手足となる。なお、脱出ポッドも搭載されている。
MA-08 ビグ・ザム
対要塞攻略用の大型MA。一年戦争末期にはドズル・ザビが1号機に搭乗して第1次ソロモン会戦に出陣するものの、トリコロール塗装の軽キャノンに敗北したことが語られる。のちに量産化され、ルナツー攻略戦ではマ・クベ大佐が率いるビグ・ザム1個戦隊が出撃。U.C.0085のイオマグヌッソ完成時には13号機までが配備され、計画上では22号機までの建造予算が承認されている。ギレンとキシリアの会談時、イオマグヌッソには4機が配備されていたが、キシリア派のMS部隊の攻撃で撃破される。

#### ジオン公国軍の艦艇
LMSD-70 ペガサス / ソドン
本来は、連邦軍がMS開発計画「RX計画」の運用母艦として開発した強襲揚陸艦。船体中央に回転式の重力ブロックをもつ。サイド7で最終テスト中のガンダムを受領するためサイド7へ入港するが、シャアが奪取したガンダムによって艦橋（メインブリッジ）を破壊され鹵獲される。その後は破損部の修復と塗装変更を経て「ソドン」と改称され、シャア配下のドレンが指揮を務める。U.C.0085ではシャリア部隊の旗艦となり、ジークアクスを搭載する。
ムサイ級軽巡洋艦
ジオン公国軍の宇宙軽巡洋艦。ペガサス鹵獲前のシャア部隊旗艦であるファルメルや、第2次ソロモン会戦でソドンの盾役を務めるスワメル、トクメル、キャメルなどが登場する。
チベ級重巡洋艦
ジオン公国軍の宇宙重巡洋艦。旧型とMS格納コンテナが拡張された新型があり、キシリアは新型に専用塗装と目のマーキングを施した「パープルウィドウ」に座乗する。
グワジン級戦艦
ジオン公国軍の大型宇宙戦艦。キシリアが指揮する赤い艦や、イオマグヌッソに派遣された国家親衛隊所属の「グワラン」が登場する。
マッド・アングラー
ジオン地上残留部隊の潜水母艦。水没したジークアクスとシャロンの薔薇の引き揚げ回収に動員される。

### 地球連邦軍の兵器

#### 地球連邦軍のMS
RX-78-01 01ガンダム（ゼロヒトガンダム）
ガンダムのバリエーション機。白黒の機体色や、ガンキャノンと同じバイザー型カメラアイを装備するなどの相違があるが、装備品や運動性能は同等である。
ルナツーでの慣熟訓練中、奪取されたガンダムを取り戻すべく投入され、射撃戦では高い回避性能を見せたものの、格闘戦に持ち込んだところでシャアに一蹴され、破壊される。
制作上では、後述の軽キャノン同様、『Beginning』制作のスケジュールや予算が切迫するなかで、既存のデータを流用して新たな機体を登場させようという工夫から生み出されたものである。
RX-77-02 ガンキャノン
V作戦の一環でガンダムとともに開発された砲撃戦用MS。正史では連装式の実弾砲だった肩部砲がビーム砲となっており、1発ごとの砲身冷却を必要とするため連射性が低い。サイド7でのテスト中にザクの強襲を受け、分解状態の機体群は破壊喪失。唯一の稼働機体も、シャアに強奪されたガンダムのビーム・サーベルでコクピットを貫かれて撃破される。これが本作の歴史上で初のMS戦となる。
RX-75 ガンタンク
地球連邦軍試作MS。原典と異なり、両肩の主砲はレールガンを搭載しており、その砲身下部に懸架された腕部が前後へのスライド機能を有している。サイド7でのテスト中、上半身と下半身が分離された状態のままザクの強襲を受け、破壊される。
U.C.0085では、右腕をショベルアーム、左手をフォークに換装した重機仕様が、イズマ・コロニー内の再開発地区にて運用されている。
RGM-79 軽キャノン（ライトタイプ・ガンキャノン）
奪取されたガンダムに代わるRX計画の主軸となったガンキャノンをもとに、残存したガンダムの白兵戦データを融合して完成した機体。頭部と胸部はガンキャノン、腕部と脚部はガンダムの設計がそれぞれ流用されている。背部のビーム・キャノンは右側1門のみとなり、左側はビーム・サーベル用のラックとなっている。ビーム・ライフルなどガンダムとの共通装備のほか、セイラ機はチェーン付きの球形ハンマー、スガイ機はマニピュレーター内蔵式のワイヤー・フック射出機を装備する。ガンキャノンと同様の赤色のほか、第1次ソロモン会戦でドズル・ザビ搭乗のビグ・ザムを撃破したセイラ・マス専用のトリコロール塗装機が存在する。
制作上では、『Beginning』で庵野が自身の脚本担当パートに連邦軍の量産機を出したいと希望したところ、「完全新規のデザインやCGモデルを発注するのはスケジュール的に難しいが、既成のガンキャノンとガンダムのパーツを組み合わせたニコイチならば行けるのでは」という主・プロデューサーからの提案を受けて誕生した機体であり、作中の開発経緯ともメタ的にリンクする結果となった。
ORX-139 ハンブラビ
オーガスタ研究所製の試作型可変MS。所要時間は長いながらも、長距離移動用のMA形態に変形する。キシリア抹殺任務において、クラバの参加機体という体裁でイズマ・コロニーに持ち込まれる。
『正史』では旧ア・バオア・クー（ゼダンの門）の工廠で開発された機体であるが当作品世界では地球のオーガスタ研究所での開発となっており、型番もRXナンバーではなく同研究所製を表すORXナンバーとなっている。また、パプテマス・シロッコが開発に関わっているが、本作世界における開発上での関連性は不明。
なお『正史』では、ガブスレイの反省を踏まえた変形機構の簡略化に加えて、ムーバブルフレーム及びマグネットコーティングの採用により、MS⇔MA形態の変形に要する時間が僅か0.5秒と可変MS中屈指の高速変形機であるが、当作品では前述の開発経緯の変更の影響で該当技術が搭載されていない為か、変形には時間を要するとのこと。

#### 地球連邦軍のMA
MRX-010 サイコ・ガンダム
ムラサメ研究所製のサイコミュ搭載型可変MA。マニピュレーターの各指や全身各所に内蔵された多数のビーム砲、艦砲射撃を無効化するIフィールド・バリアのほか、全身の装甲を質量打撃兵器やビームの屈曲装置（リフレクタービット）として分離・遠隔操作する機能を備える。キシリア抹殺任務ではモビル・フォートレス（飛行要塞）形態にカバーをかけた姿でイズマ・コロニーに搬入され、コロニー公社が発注した「正宗空調有限公司」製の空気清浄機「マサムネエアコン」と偽ってコロニーの税関を通過する。

#### 地球連邦軍の艦艇
サラミス級巡洋艦、マゼラン級戦艦
連邦軍の主力宇宙艦艇たち。「レナウン」などの指揮官用マゼランや、民間転用された艦を改装した軍警仕様なども存在する。
ペガサス級
地球連邦軍のMS強襲揚陸艦。ジオンに鹵獲されたペガサス以外の同型艦もソロモン攻防戦に参戦する。

### 「向こう側」の世界の兵器
ゼクノヴァを通じて、「ジオンが地球連邦に敗れた」という世界線から本作世界にやってきた兵器たち。
シャロンの薔薇 / エルメス
「向こう側」の世界のジオン軍が開発した、アルファ・サイコミュ搭載型MA。「向こう側」のガンダムとゲルググおよびエルメスとの戦闘でシャアが撃破されて死亡し、ララァがゼクノヴァを発生させたことで、こちら側（ジークアクスの世界）へとやって来た。
本作世界では一年戦争時に建造が中断したとされているジオンのMA。一年戦争中のシスルナ空域に突如現れ、ジオンが回収後にグラナダ地下で調査が行われていた。第2次ソロモン会戦においてゼクノヴァの発生と同時に消失したとされていたが、実際は地球の海中に転移しており、ジークアクスに導かれたマチュに発見されたところを、追跡していたソドンによって引き上げられ、イオマグヌッソの中枢の制御装置として利用される。
本来、マチュたちの世界では「存在しない」はずのものであるため、不安定な状態のまま屈折して見えている。内部には向こう側のララァが時間凍結されている。第12話にてララァが目を覚まし、向こう側の世界へと帰って行った。
RX-78-2 ガンダム
ゼクノヴァの先にある「向こう側」の世界からやってきた謎のMS。形状は『ファースト』のRX-78-2に酷似しているが、こちらはビーム・ライフルをもたない。本作世界ではシュウジが搭乗し、マチュやニャアンのジークアクス系列2機と交戦する。途中でシールドを破壊されるが、機体が灰白色となってスパークをたくさん発出しながら巨大化する。巨大化した際は掌でジフレドを握りしめて破壊するなど、パワーも強大化。装甲も強化されるが、最後はエンディミオン・ユニットを起動したジークアクスのビーム・サーベルに頭部を切断され、敗北する。
MS-14S ゲルググ、Gファイター
それぞれ向こう側の世界のシャアとセイラが搭乗する。
グフ、ヅダ、ガルバルディα、ビグロ、ビグザム、山下いくとデザインの「赤い奴」
ララァがシャアの生存する時間軸を生み出すべく試行錯誤した結果、幾つもの並行世界でシャアが乗った機体群。いずれもシャアのパーソナルカラーである赤に塗装されている。

## スタッフ
- 原作 - 富野由悠季、矢立肇
- キャラクターデザイン原案 - 安彦良和
- モビルスーツ原案 - 大河原邦男
- シリーズ構成 - 榎戸洋司
- キャラクターデザイン - 竹
- メカニカルデザイン - 山下いくと
- アニメーションキャラクターデザイン、キャラクター総作画監督 - 池田由美、小堀史絵
- アニメーションメカニカルデザイン、メカニカル総作画監督 - 金世俊
- デザインワークス - 渭原敏明、前田真宏、阿部慎吾、松原秀典
- コンセプトアート - 上田創
- 美術設定・美術監督 - 加藤浩（ととにゃん）
- 色彩設計 - 井上あきこ（Wish）
- CGI監督 - 鈴木貴志
- CGIアートディレクター - 小林浩康
- 特技監督 - 矢辺洋章
- 撮影監督 - 塩川智幸（T2 studio）
- 編集 - 辻󠄀田恵美
- 音楽 - 照井順政、蓮尾理之[注 14]、徳澤青弦
- 音楽プロデューサー - 山田智子、舩橋宗寛、大浜拓哉
- 音響監督・整音 - 山田陽（サウンドチーム・ドンファン）
- 音響効果 - 山谷尚人（サウンドボックス）
- プロデューサー - 笠井圭介、伴在正行
- エグゼクティブ・プロデューサー - 小形尚弘
- 制作 - スタジオカラー、サンライズ
- 製作 - バンダイナムコフィルムワークス 浅沼誠、日本テレビ放送網 桑原勇蔵
- 主・プロデューサー - 杉谷勇樹
- 監督 - 鶴巻和哉

## 主題歌・挿入歌
「Plazma」
米津玄師による劇場先行版およびテレビアニメ版の主題歌で、オープニングテーマ。作詞・作曲・編曲は米津玄師。
「もうどうなってもいいや」
星街すいせいによる劇場先行版の挿入歌およびテレビアニメ版のエンディングテーマ。作詞はYuki Tsujimura、作曲はNaoki ItaiとYuki Tsujimura、編曲はNaoki Itai。
「ミッドナイト・リフレクション」
NOMELON NOLEMONによる劇場先行版およびテレビアニメ版第1・6話の挿入歌。作詞・作曲・編曲はツミキ。
「夜に咲く」
星街すいせいによるテレビアニメ版第3話の挿入歌。作詞はsakuma.、作曲はsakuma.と野口大志、編曲は野口大志。
「欲しいものすべて」
岡地織花によるテレビアニメ版第4話の挿入歌。作曲は照井順政、編曲は徳澤青弦。
「夏の現在地」
岡地織花によるテレビアニメ版第5話の挿入歌。作詞・作曲・編曲は照井順政。
「水槽の街から」
みきまりあによるテレビアニメ版第5・12話の挿入歌。作詞・作曲・編曲は照井順政。
ティザー映像のBGM「コロニーの彼女(I_006A)」のボーカル曲バージョン。
「きえない」
NOMELON NOLEMONによるテレビアニメ版第6・7話の挿入歌。作詞・作曲・編曲はツミキ。
「HALO」
NOMELON NOLEMONによるテレビアニメ版第7話の挿入歌。作詞・作曲・編曲はツミキ。
「BEYOND THE TIME ～メビウスの宇宙（そら）を越えて～」
TM NETWORKによるテレビアニメ版第11話の挿入歌。作詞は小室みつ子、作曲・編曲は小室哲哉。
「ビギニング」
井上大輔によるテレビアニメ版第12話の挿入歌。作詞は井荻麟、作曲・編曲・歌は井上大輔。
「Far Beyond the Stars」
Shania Yanによるテレビアニメ版第12話の挿入歌。作詞・作曲は照井順政、英語訳詞はLynne Hobday、編曲は徳澤青弦。

## 各話リスト
| 話数   | エピソードタイトル           | 脚本                     | 画コンテ                   | 演出                           | キャラクター作画監督                      | メカニック作画監督                       | 初放送日      |
| ------ | ---------------------------- | ------------------------ | -------------------------- | ------------------------------ | ----------------------------------------- | ---------------------------------------- | ------------- |
| 第1話  | 赤いガンダム                 | 榎戸洋司                 | 鶴巻和哉                   | 鶴巻和哉                       | 池田由美 小堀史絵                         | 金世俊                                   | 2025年 4月9日 |
| 第2話  | 白いガンダム                 | 庵野秀明                 | 庵野秀明 前田真宏 鶴巻和哉 | 小松田大全                     | 松原秀典                                  | 阿部慎吾                                 | 4月16日       |
| 第3話  | クランバトルのマチュ         | 榎戸洋司                 | 鶴巻和哉 谷田部透湖        | 谷田部透湖                     | 中村真由美                                | 浅野元                                   | 4月23日       |
| 第4話  | 魔女の戦争                   | 榎戸洋司                 | 荒木哲郎 鶴巻和哉          | 荒木哲郎                       | 井関修一                                  | 浅野元                                   | 4月30日       |
| 第5話  | ニャアンはキラキラを知らない | 榎戸洋司                 | 前田真宏 鶴巻和哉          | 倉富康平                       | 本多弘幸 寺尾洋之 渡部貴喜 mebae 中島里恵 | 森寛之 大浪太 小田裕康 寺尾憲治 寺尾洋之 | 5月7日        |
| 第6話  | キシリア暗殺計画             | 榎戸洋司                 | 高村和宏 鶴巻和哉          | 中西基樹                       | 山口葵                                    | 中島竹流                                 | 5月14日       |
| 第7話  | マチュのリベリオン           | 榎戸洋司                 | 前田真宏 鶴巻和哉          | 伊藤慎之助                     | 大竹守 長部州太                           | 小松英司                                 | 5月21日       |
| 第8話  | 月に墜（堕）ちる             | 庵野秀明 (A)榎戸洋司 (B) | 鶴巻和哉                   | 小松田大全 (A)谷田部透湖 (B)   | 松原秀典 (A)中村真由美 (B)                | 阿部慎吾                                 | 5月28日       |
| 第9話  | シャロンの薔薇               | 榎戸洋司 庵野秀明        | 澤真平 鶴巻和哉            | 倉富康平                       | 中島里恵                                  | 大浪太                                   | 6月4日        |
| 第10話 | イオマグヌッソ封鎖           | 榎戸洋司                 | 寺岡巌 鶴巻和哉            | 安部保仁                       | 小谷杏子 長尾浩生 中村佑美子 島村秀一     | 倉本和希 平岡雅樹 久壽米木信弥           | 6月11日       |
| 第11話 | アルファ殺したち             | 榎戸洋司                 | 上村泰 鶴巻和哉            | 伊藤慎之助                     | 伊藤瑞希 中尾高之                         | 小松英司 鈴木勘太 森寛之                 | 6月18日       |
| 第12話 | だから僕は…                  | 榎戸洋司                 | 鶴巻和哉                   | 鶴巻和哉 谷田部透湖 小松田大全 | 井関修一 中村真由美 松原秀典              | 金世俊                                   | 6月25日       |

## 放送局
本作はガンダムシリーズで初めて日本テレビ系列での放送となり、民放地上波5系列すべてにおいてそれぞれ完全新作のガンダムシリーズTVアニメ作品が放送されたことになった。
直前に放送されるバラエティ番組『上田と女がDEEPに吠える夜』とセットになっており、Gガイドなどの番組表ではまとめて1時間番組扱いとなっている。23時59分からの放送枠だが、その理由は広告料金が23時開始だとゴールデンタイムに次ぐプランなため、スポンサー収入を考えて多少の無理をしての編成だとみられる。これによりテレビや録画機によってはタイトルが正しく表示されなかったり放送時間の不明瞭さ、録画しにくさも生じている。
2025年5月4日、公式サイトは番組のEPG（電子番組ガイド）を巡る表記について「『機動戦士Gundam　GQuuuuuuXジークアクス』のEPG表示につきまして「正しく番組タイトルが表示されない」「放送開始時間の表示が不明瞭」「録画が不便」といったお問い合わせをいただいております。皆様には、ご不便とご面倒をおかけしており申し訳ございません」と謝罪した。
| 放送期間                | 放送時間                     | 放送局                              | 対象地域 | 備考                                           |
| ----------------------- | ---------------------------- | ----------------------------------- | -------- | ---------------------------------------------- |
| 2025年4月9日 - 6月25日  | 水曜 0:29 - 0:59（火曜深夜） | 日本テレビ（製作局） ほか系列全30局 | 日本国内 | 字幕放送 / 『火曜プラチナイトアニメ』枠        |
| 2025年4月12日 - 6月28日 | 土曜 19:00 - 19:30           | BS11                                | 日本全域 | BS放送 / 『アニメ+』内『BS11ガンダムアワー』枠 |

| 配信開始日    | 配信時間                           | 配信サイト | 備考                |
| ------------- | ---------------------------------- | --- | ------------------- |
| 2025年4月9日  | 水曜 1:00（火曜深夜） 更新         | Amazon Prime Video | [ 注 20 ] [ 注 21 ] |
| 2025年4月11日 | 金曜 22:00 以降順次更新            | バンダイチャンネル ガンダムファンクラブ ABEMA dアニメストア DMM TV Disney+ FOD Hulu Lemino Netflix ニコニコチャンネル U-NEXT アニメ放題 Lemino WOWOWオンデマンド | 見放題配信          |
| 2025年4月12日 | 土曜 0:00（金曜深夜） 以降順次更新 | TELASA J:COM STREAM milplus | 見放題配信          |
| 2025年4月13日 | 日曜 22:00 以降順次更新            | ABEMA Lemino | 広告付き無料配信    |

## 興行成績 (Beginning)
「全国映画動員ランキングトップ10」（興行通信社）では、『機動戦士Gundam GQuuuuuuX -Beginning-』が2025年1月17日から19日の週末観客動員ランキングで初登場1位であった。第2週目は、前週対比で興行収入107.6%、観客動員数106.8%を記録し、2週連続で週末観客動員ランキング1位となった。
2025年2月9日までの興行収入は22.5億円を突破しており、観客動員数も138万人を突破している。
3月2日までの興行収入は29.6億円、観客動員数は180万人を突破した。
3月30日までの興行収入は33.4億円、観客動員数202万人を突破するヒットを記録している。
北米映画興行ランキング（2月28日〜3月2日）では第11位に初登場。北米784館での週末興収は91万6,664ドルで、『ガンダム』シリーズの北米記録を更新した。
6月25日までの興行収入は35.2億円、観客動員数は213.9万人をそれぞれ突破した。

## キャストトーク
- 『機動戦士Gundam GQuuuuuuX（ジークアクス）』キャストトーク - YouTube「ガンダムチャンネル」で実写映像付きプレミア公開、またインターネットラジオステーション＜音泉＞でも音声のみ配信。番組前半はアニメ本編を同時視聴しながらのキャストトーク（番組内でのアニメ映像の配信はなく、視聴者自身が各種動画配信サービスなどで同時再生する必要がある）、後半は視聴者からのメッセージ紹介や各種告知で構成されている。

| # | 配信日         | 出演                            | 同時視聴対象                 |
| - | -------------- | ------------------------------- | ---------------------------- |
| 1 | 2025年 4月12日 | 黒沢ともよ、川田紳司            | 第1話「赤いガンダム」        |
| 2 | 5月3日         | 黒沢ともよ、土屋神葉 、塙真奈美 | 第4話「魔女の戦争」          |
| 3 | 5月24日        | 黒沢ともよ、土屋神葉 、金元寿子 | 第7話「マチュのリベリオン」  |
| 4 | 6月14日        | 黒沢ともよ、新祐樹 、山下誠一郎 | 第10話「イオマグヌッソ封鎖」 |
| 5 | 7月1日         | 黒沢ともよ、石川由依 、土屋神葉 | -                            |

## オリジナルサウンドトラック
- 『機動戦士Gundam GQuuuuuuX』オリジナルサウンドトラック （音楽：照井順政　蓮尾理之）[164]
  - 初回限定盤（3CD） 品番：SRML-1122 - 4、2025年8月27日発売予定
  - 通常盤（2CD）SRML-1125 - 6、2025年8月27日発売予定